# L'Ernesto
L'Ernesto è stata una rivista mensile, fondata a Torino nel 1993 dal Comitato Regionale Piemontese del Partito della Rifondazione Comunista.

## La rivista
La rivista L'Ernesto è successivamente divenuta una rivista bimestrale comunista che dava il nome a una corrente politica interna (o area tematica) al Partito della Rifondazione Comunista denominata l'Area de L'Ernesto. All'interno del PRC, la rivista condivideva le attività in ambito di politica internazionale dell'Organizzazione di Shanghai per la Cooperazione e, all'interno, operava per l'unificazione di tutte le forze comuniste, anti-imperialiste, anti-capitaliste ed anti-vaticaniste.
Nell'ultima fase editoriale è stata diretta da Andrea Catone, poi da Fosco Giannini, e prima del suo avvenuto scioglimento, da Mauro Gemma, in vendita nelle librerie, in particolar modo quelle della catena Feltrinelli. 
A causa di difficoltà economiche è stata costretta a interrompere la pubblicazione cartacea per un breve periodo, mantenendo quella digitale sul proprio sito, riprendendola poi nel 2011, col nome di MarxVentuno, fondendo la sua redazione con quella dell'associazione MARX XXI.
Il nome è un riferimento a Ernesto Che Guevara e  i loro membri infatti si reputavano degli ortodossi che lottavano contro la deriva moderata voluta dal bertinottismo.

## La corrente politica
L'Area de L'Ernesto, interna per anni al Partito della Rifondazione Comunista è stata guidata dall'ex senatore Fosco Giannini. Sostiene le tesi della necessità sociale e politica dell'unità dei comunisti e fa riferimento al marxismo leninismo e condivide le attività in ambito di politica internazionale dell'Organizzazione di Shanghai per la Cooperazione e, relativamente allo Stato italiano, opera per l'unificazione di tutte le forze Comuniste, anti-imperialiste, anti-capitaliste, ed anti-vaticaniste
La corrente si è scissa dalla corrente Essere Comunisti nel 2007 a causa di divergenze politiche: sulla possibilità di aprire un dialogo con i bertinottiani e sulla necessità di mantenere aperta l'ipotesi di ricostruzione di un partito comunista che recuperi l'esperienza migliore del marxismo e del leninismo (ma anche in dissenso con la scelta di Essere Comunisti di votare a favore dell'allontanamento del senatore Franco Turigliatto dal partito). Su molte questioni come pace, lavoro, governo, sinistra, Cuba, Russia, Cina, India, Corea Nord, Venezuela, ecc., l'Area de L'Ernesto si colloca su posizioni più radicali rispetto alla corrente Essere Comunisti.
Accolse l'appello che chiedeva l'Unità dei Comunisti, appoggiato anche da Oliviero Diliberto. Al settimo congresso la mozione 3 sostenuta da L'Ernestoe dai compagni dei cosiddetti '100 circoli', ha raccolto il 7,68% di consensi. Sulla base di devergenze dal punto di vista dei contenuti politici, si è verificata una frattura con Gianluigi Pegolo che entra a far parte della segreteria e più tardi fuoriuscirà per fondare l'area Sinistra Comunista, maggioritaria sia in CPN che nella successiva IV Conferenza dei Giovani Comunisti, svoltasi a febbraio 2010. La minoranza del Cpn guidata da Fosco Giannini avrebbe preferito due membri de L'Ernesto in una segreteria più ampia. Da qui l'accusa di Giannini a Ferrero di aver volutamente escluso L'Ernesto dalla segreteria.
Nel febbraio 2011 L'Ernesto, dopo aver raccolto mille firme sull'appello Ricostruire il partito comunista, lascia Rifondazione per aderire al Partito dei Comunisti Italiani, dentro al quale si scioglie portando il proprio patrimonio teorico, ideologico e politico come contributo al più ampio processo di ricostruzione di un'avanguardia comunista in Italia.